# Turki Al-Sheikh
Turki bin Abdulmohsen bin Abdul Latif Al-Sheikh (en árabe: تركي بن عبدالمحسن بن عبداللطيف آل الشيخ‎) (Riad, 4 de agosto de 1981) es un asesor de la Corte Real del Reino de Arabia Saudí bajo el rango de ministro. Es presidente de la Autoridad General de Entretenimiento por Real decreto, así como el actual propietario de la U. D. Almería, equipo de la Segunda División de España.
En adición a su carrera oficial y honoraria, Turki Al-Sheikh fue reconocido por su escritura artística, sus letras fueron enriquecidas por un gran número de artistas del golfo y árabes.

## Educación y Carrera
Turki Al-Alsheikh se graduó en la King Fahad Security College en 2001 con una licenciatura en Ciencias de la Seguridad. Luego trabajó en varios sectores del gobierno, incluyendo el Ministerio del Interior, el Emirato de Riad y la oficina del Ministro de Defensa y el Príncipe Heredero. Fue nombrado asesor de la Corte Real en 2015 y más tarde, en 2017, fue promovido a Consejero Real con rango de Ministro.
En septiembre de 2017 se dictó un real decreto por el que se le nombraba nuevo Presidente de la Autoridad General Deportiva. Posteriormente, en diciembre de 2018, fue nombrado presidente de la Autoridad General de Entretenimiento, cargo que ejerce en la actualidad.

## Deporte
Actualmente Turki Al-Alsheikh es el presidente de la Federación Islámica de Deportes Solidarios (ISSF). Con anterioridad fue Presidente Honorario del equipo de fútbol Al-Taawoun F. C. de la ciudad de Buraidá, Arabia Saudita. Fue el propietario del club de fútbol egipcio Pyramids FC, y en la actualidad es el propietario de la U.D. Almería, hecho que se hizo oficial el día 2 de agosto de 2019 tras la compra del club indálico por parte de Turki Al-Sheikh por 20 millones de euros, pasando a ser el máximo accionista, dueño y presidente del club almeriense.

## Filantropía y donaciones
- Se estima que Turki Al-Sheikh tenga un Patrimonio neto de unos 2,1 miles de millones de euros (2022) o lo que sería lo mismo 8,4 miles de millones SAR (2022)
- El día 2 de agosto de 2019 y ya como nuevo propietario de la U.D. Almería, Turki Al-Sheikh, donó 200.000 euros a la Fundación del Almería para apoyar al equipo de La Liga Genuine y a la U.D. Almería femenino.[11]
- Posteriormente, el día 21 de marzo de 2020, durante la Pandemia por Coronavirus de 2019-2020, Turki Al-Sheikh decidió donar a la ciudad de Almería la suma de 500.000€ para adquirir equipamiento sanitario y luchar contra la enfermedad.[12] Además, pocas horas después de esta primera donación, Turki Al-Sheikh decidió realizar otra aportación, en este caso 300.000€ en comida para los más necesitados, 200.000€ para los sanitarios, 100.000€ para los trabajadores que perdieron su empleo por dicha pandemia y 100.000€ para los voluntarios. En total, la donación ascendió a 1.200.000€[13]
- Más tarde, el día 26 de noviembre de 2020, tras sufrir serios problemas de salud que le retienen en Estados Unidos durante varias semanas y los cuales requieren de varias intervenciones quirúrgicas, el ministro y presidente de la U.D. Almería decide donar a la ciudad de Almería una suma total de 200.000€ para la compra de la vacuna contra el COVID-19 en agradecimiento por todos los mensajes de apoyo que fue recibiendo desde Almería durante su estancia en Estados Unidos.[14]
- Durante la Navidad del año 2020, la U.D. Almería, a través de Turki Al-Sheikh, decidió donar al Banco de Alimentos de Almería un total de 700 lotes alimenticios. Estos 700 lotes de alimentos, compuestos por productos de primera necesidad y algunos adicionales de índole navideña, sumaban alrededor de 30.000 kilos de alimentos en total, los cuales se estimó que abastecerían a más de 4.000 personas de la ciudad de Almería.[15]
- Turki Al-Sheikh, Prometió a la U.D. Almería un importe de 150 millones de euros con la condición de que el primer equipo ascienda a la Primera División Española de fútbol.

## Premios
- Personalidad deportiva árabe más influyente del año 2017 entregado en la 12.ª Conferencia Internacional de Deportes de Dubái.[2][16][17]
- Premio Mohammed bin Rashid a la Personalidad Deportiva Árabe del año 2018[18][19]
- Premio Cultura Deportiva Árabe 2017.[20]
- Premio Título LaLiga SmartBank 2022